# Windcrest
Windcrest és una població dels Estats Units a l'estat de Texas. Segons el cens del 2000 tenia 5.105 habitants.

## Demografia
Segons el cens del 2000, Windcrest tenia 5.105 habitants, 2.232 habitatges, i 1.618 famílies. La densitat de població era de 1.083 habitants per km².
Dels 2.232 habitatges en un 16,8% hi vivien nens de menys de 18 anys, en un 62,5% hi vivien parelles casades, en un 8% dones solteres, i en un 27,5% no eren unitats familiars. En el 24,1% dels habitatges hi vivien persones soles el 16,2% de les quals corresponia a persones de 65 anys o més que vivien soles. El nombre mitjà de persones vivint en cada habitatge era de 2,23 i el nombre mitjà de persones que vivien en cada família era de 2,59.
Per edats la població es repartia de la següent manera: un 14,6% tenia menys de 18 anys, un 5% entre 18 i 24, un 15,9% entre 25 i 44, un 28% de 45 a 60 i un 36,6% 65 anys o més.
L'edat mediana era de 56 anys. Per cada 100 dones de 18 o més anys hi havia 81,7 homes.
La renda mediana per habitatge era de 60.596 $ i la renda mediana per família de 69.156 $. Els homes tenien una renda mediana de 38.545 $ mentre que les dones 32.457 $. La renda per capita de la població era de 30.120 $. Aproximadament el 4,6% de les famílies i el 6,5% de la població estaven per davall del llindar de pobresa.

## Poblacions més properes
El següent diagrama mostra les poblacions més properes.